# أرت هيرست
أرت هيرست (بالفرنسية: Arthur Hurst)‏ (و. 1923 – نوفمبر 1993 م) هو لاعب هوكي الجليد كندي، ولد في تورونتو، شارك في الألعاب الأولمبية الشتوية 1956، توفي في كيتشنر، أونتاريو.

## روابط خارجية
- أرت هيرست على موقع EliteProspects.com (الإنجليزية)
- أرت هيرست على موقع HockeyDB.com (الإنجليزية)
- أرت هيرست على موقع أوليمبيديا (الإنجليزية)